# Pietro Poppi
Pietro Poppi (Cento, 29 aprile 1833 – Bologna, 21 aprile 1914) è stato un fotografo e pittore italiano.
Di famiglia umile, terzo di sette fratelli, nel 1850 si iscrisse all'Accademia di belle arti di Bologna e la frequentò per un anno. Nel 1868 sposò Francesca Buriani e l'anno seguente nacque Aurelia. Nel 1870 moglie e figlia morirono entrambe nel giro di pochi mesi. Pietro Poppi morì a Bologna nel 1914 dopo aver sviluppato un'intensa attività fotografica in ambito paesaggistico urbano ed extra-urbano.

## Pietro Poppi e la pittura

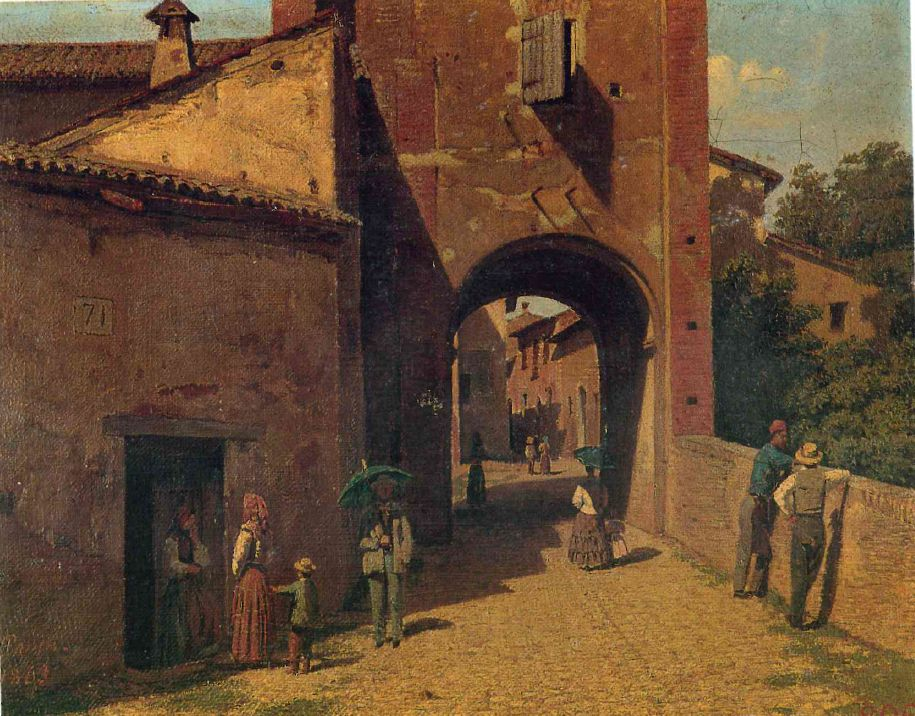
Pietro Poppi. Olio su tela, 1863. Veduta di Dozza. Pinacoteca Nazionale di Bologna.

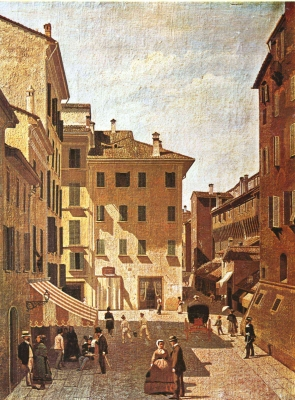
Pietro Poppi. Olio su tela. Veduta della piazzetta dell'Aurora e via delle Asse, oggi via IV Novembre, con le botteghe aperte e i tendoni e il passeggio di donne, uomini e carrozze. Sulla destra il fianco di Palazzo d'Accursio. Collezione Fondazione Cassa di Risparmio, Bologna.

Poppi, nel 1850 si iscrisse alla Scuola di Ornato della Pontificia Accademia di Belle Arti di Bologna, frequentando anche l'insegnamento di Prospettiva; frequentò l'Accademia per un anno e qui conobbe Luigi Serra, Luigi Bertelli, i Guardassoni e altri importanti artisti bolognesi. Fra il 1852 e il 1864 Poppi partecipò con i suoi dipinti alle esposizioni dell'Accademia di belle arti e negli anni vennero venduti suoi otto dipinti con rappresentazioni di paese. 
Dal 1855 fino al 1858 partecipò anche alle Esposizioni di Belle Arti, Agraria e Industria di Bologna. Oggetto dell'interesse del pittore era il paese della realtà, urbana ed extraurbana ... infatti, in tutti questi anni, come risulta dai registri dello stato civile, la sua attività principale fu di pittore paesista. Già da prima del 1857, quando la principessa Letizia Murat Pepoli, nipote di Napoleone Bonaparte aveva acquistato un quadro di Pietro Poppi: Campagna lambita da corrente di fiume Pietro Poppi poteva dirsi pittore affermato. 
La modernità del professore di Ornato Architettonico dell'Accademia, Antonio Basoli, ebbe un notevole influsso sulla formazione del Poppi che accolse con prontezza il passaggio dalla decorazione di fantasia alla rappresentazione romantica del paesaggio della realtà .
Si badi all'abilità dell'impaginazione rappresentativa, alla cura minuziosa della resa architettonica, fedelissima e tutt'ora verificabile (è l'attuale piazza IV Novembre, adiacenta la piazza Maggiore), che si direbbe realizzata, come già faceva Basoli, con l'aiuto della camera ottica.
Nel 1863, per motivi economici, aprì una cartoleria in via Mercato di Mezzo 56 nello stesso stabile dove il fotografo francese Emilio Anriot aveva lo studio.
Il clima culturale in cui Poppi era immerso (Accademia di Belle Arti) e lo stesso edificio del Mercato di Mezzo in cui si discuteva di fotografia e la si sperimentava, favorirono il suo apprendistato e l'avvio alla sua attività professionale.
Si può anche supporre che la vicinanza dello studio Anriot e le nuove amicizie in un campo diverso ma affine, abbiano prima incuriosito e poi affascinato il giovane Poppi fino a catturare la sua fiducia nel nuovo mezzo, con la sua intrinseca, indubitabile capacità di adesione al vero, suscettibile di schiudere infinite inedite possibilità alla fantasia di un artista. Certo è che l'essere nato pittore influenzerà tutta la nuova vita di Pietro Poppi.
Nel 1893 figura tra i soci fondatori dell'Associazione artistica bolognese Francesco Francia

## Pietro Poppi e la fotografia
.

Iscrizione sul retro di una carte de visite di Pietro Poppi già titolare di Fotografia dell' Emilia

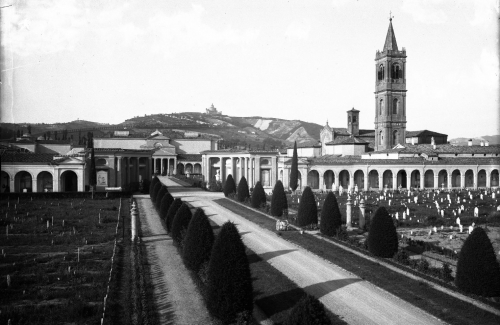
Pietro Poppi. Gelatina al bromuro d'argento, negativo, ante 1897.Camposanto di Bologna. Cimitero Monumentale della Certosa di Bologna. Collezione Fondazione Cassa di Risparmio

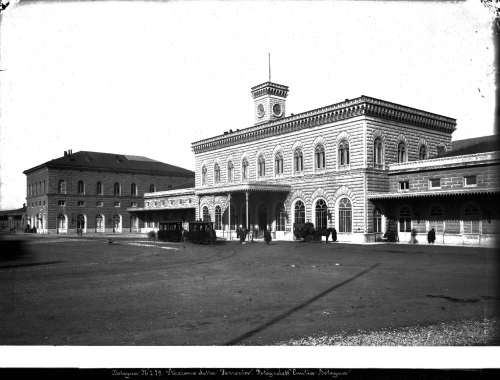
Pietro Poppi.Gelatina al bromuro d'argento, negativo, 1876-79. Stazione della ferrovia. Stazione di Bologna Centrale. Collezione Fondazione Cassa di Risparmio.

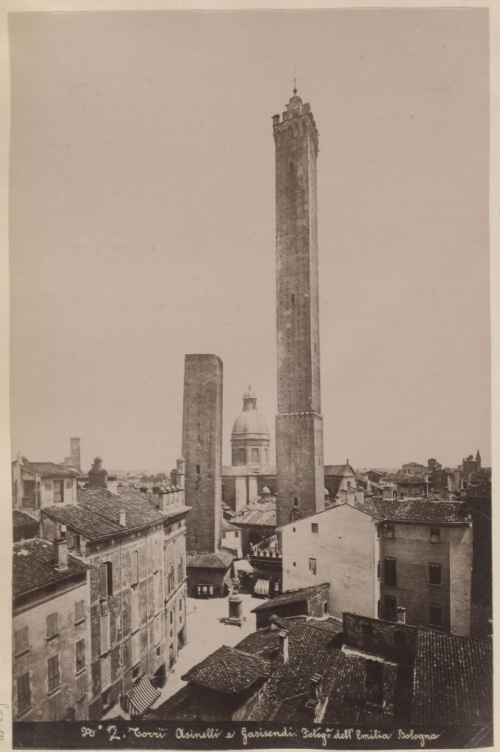
Pietro Poppi. Gelatina al bromuro d'argento. Stampa su carta. Prima del 1871. Piazza di Porta Ravegnana, Due Torri e statua di San Petronio vedute dall'Albergo dei Quattro Pellegrini. Collezione Fondazione Cassa di Risparmio.

Dal 1865 Poppi risulta titolare della ditta la Fotografia dell'Emilia. Nel 1870 Poppi si trasferì in via San Mamolo 101. Nel 1907 cedette l'azienda a Luigi Monari e Armando Bacchelli e questi la cedettero a loro volta, fino a che nel 1921 venne registrata la chiusura definitiva. Nel 1940 l'ultimo proprietario, Alfonso Zagnoli, vendette l'intero fondo di lastre e positivi alla Cassa di Risparmio in Bologna, salvando così il più importante fondo fotografico ottocentesco della città. La cultura pittorica di Poppi fu determinante nell'indirizzare la specializzazione della ditta verso l'ambito delle descrizioni urbane e delle riproduzioni di opere d'arte.

### Cataloghi, esposizioni e riconoscimenti
Nel 1866 Il Monitore di Bologna pubblicò un articolo di riconoscimento pubblico dedicato allo Stabilimento fotografico dell'Emilia per la riproduzione di opere d'arte fra cui le tavole dell'Inferno di Gustave Doré. Poppi, in questa fase decise di dedicarsi anche alla documentazione del patrimonio architettonico di Bologna, ambito del quale si occupava Anriot prima di lasciare l'Italia.
Nel 1871 Poppi fece uscire il primo catalogo di Fotografia dell' Emilia: la sezione più nutrita del primo catalogo fu quella relativa ai principali monumenti della città, ai quali aggiunse alcuni paesaggi ravennati e alcune vedute di Roma. Molte pose rappresentavano anche il complesso della Certosa, l'allora nuovo Palazzo della Cassa di Risparmio, progettato dall'architetto Giuseppe Mengoni e l'edificio della Stazione.
Nel 1879 uscì il secondo catalogo; qui Poppi si presentò come Peintre-photographe e come Membre correspondant de la R. Académie Raffaello a Urbino. Il catalogo comprendeva riprese di Bologna oltre che di Ravenna e Urbino. In seguito a questo secondo catalogo pubblicato in francese, Poppi nel 1880 diventò fornitore della Bibliothèque photographique di Adolphe Giraudon insieme ad Alinari e a Brogi.
Nel 1881 partecipò all'Esposizione Nazionale di Milano e nel 1883 pubblicò il suo terzo catalogo.
Nel 1888 subito prima della Grande Esposizione Emiliana, Poppi pubblicò per i tipi di Fava e Garagnani, un ulteriore Catalogo generale della Fotografia dell'Emilia ed è in questo anno che ricevette una sorta di consacrazione a livello nazionale: venne nominato fotografo ufficiale della Grande Esposizione Emiliana e si aggiudicò una medaglia d'oro e una menzione speciale da parte della Regina d'Italia.
Nello stesso anno realizzò un catalogo commissionato dalla Repubblica di San Marino.
Nel 1890 vinse una medaglia d'argento all'Esposizione Italiana di Architettura di Torino.
In varie occasioni lavorò con Alfonso Rubbiani occupandosi dei rilievi fotografici e della documentazione d'architettura.
Il fondo Pietro Poppi riveste notevole rilevanza storica e documentale dall'approvazione del Piano Regolatore Generale del 1889 in seguito al quale la città di Bologna subì grandi trasformazioni urbanistiche.
"Le fotografie giunte fino a noi coprono il periodo che va dal 1867 ai primissimi anni del '900 e documentano una città molto diversa da quella attuale, nel momento di radicale trasformazione economica, architettonica e urbanistica dopo l'Unità d'Italia, da città medievale ancora cinta dalle sue mura trecentesche ad un moderno agglomerato urbano in espansione verso la campagna. Le foto della Fotografia dell'Emilia costituiscono ancora oggi un mezzo fondamentale per comprendere visivamente un momento cruciale dello storia di Bologna"..
"Il centro cittadino fu sottoposto a una trasformazione epocale e proprio per questo le immagini di Pietro Poppi si rivelano fondamentali: riconsegnavano una città che in parte non esisteva più o che comunque aveva mutato aspetto. Per di più, lo stesso Poppi era stato pittore e risentiva dell'eredità lasciata dai vedutisti del '700 e dell'800: per questo motivo, i tagli delle sue riprese risultano ancora oggi sapienti e le sue inquadrature sono state poi riprese da altri fotografi venuti dopo."